# Jah Lloyd

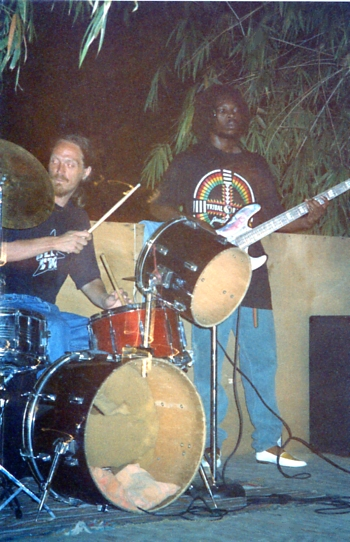

Jah Lloyd, pseudonimo di Patrick Lloyd Francis (Point Hill, 28 agosto 1947 – Kingston, 12 giugno 1999), è stato un cantante, disc jockey e beatmaker giamaicano.

## Biografia
La sua carriera cominciò negli anni Sessanta come cantante nel gruppo The Mediators, con Fitzroy "Bunny" Simpson. Ha lavorato come solista, registrando tracce come Soldier Round The Corner e Know Yourself Blackman insieme al produttore Rupie Edwards. Nei primi anni Settanta si dedicò alla produzione e alla registrazione dei brani del nuovo gruppo di Simpson, The Diamond, successivamente conosciuti come The Mighty Diamonds. Nel 1976 produsse l'album What a Gathering di Mike Brooks  e l'album Goldmine Dub dei The Revolutionaries.
Inoltre Loyd ha lavorato con Lee "Scratch" Perry, che gli consigliò di cambiare il suo nome in Jah Lion, nell'album Colombia Colly, distribuito nel 1976 dall'etichetta Island Records. La traccia Wisdom, estratta dal suo ultimo lavoro, venne inserita nella colonna sonora del film Countryman, mentre Soldier and Police War arrivò in cima a tutte le classifiche reggae. Dopo questa esperienza ritornò allo pseudonimo di Jah Lloyd e registrò due album per la Virgin Records, intitolati rispettivamente The Humble One e Black Moses.
In seguito si concentrò sul produrre musica fondando la sua personale etichetta, la Teem, nella metà degli anni Settanta; l'etichetta ad oggi continua a produrre album, occupandosi soprattutto di ristampe su CD di vecchi dischi in vinile.
Nel 1999 morì a Kingston a seguito di complicanze associate ad infezioni del tratto respiratorio.

## Album
- 1974 - Herbs of Dub (DIP)
- 1974 - Soldier Round the Corner (Plum Jam)
- 1974 - Final Judgement (Teem)
- 1976 - Colombia Colly (Island e Upsetter Records)
- 1978 - The Humble One (Virgin Front Line)
- 1979 - Black Moses (Virgin Front Line)
- 1979 - Reggae Stick (His Majesty)
- 1980 - Dread Lion Dub (His Majesty)
- 1983 - In Action With Revolutionary Dub Band (Vista Sounds)
- 1998 - The Good Old Days of the 70s (Teem, con Dennis Alcapone)
- 1998 - A Double Helping of Jah Lloyd and King Tubby (Teem)